# Tribunal d'instance de Mulhouse
Le tribunal d'instance de Mulhouse est un monument historique situé à Mulhouse, dans le département français du Haut-Rhin.

## Localisation
Ce bâtiment est situé au 44, avenue Robert-Schuman à Mulhouse.

## Historique
L'édifice fait l'objet d'une inscription au titre des monuments historiques depuis 1987.